# Дібер (область)
Дібер (алб. Qarku i Dibrës) — область на північному сході Албанії. Адміністративний центр — місто Пешкопія.

## Адміністративний поділ
До складу області входять округи:
| Округ    | Адміністративний центр | Населення, чол. (2010) | Площа, км² | Муніципалітети |
| -------- | ---------------------- | ---------------------- | ---------- | --- |
| Булькіза | Булькіза               | 28 374                 | 469        | Bulqizë, Fushë-Bulqizë, Gjoricë, Martanesh, Ostren, Shupenzë, Trebisht, Zerqan                                                                            |
| Дібер    | Пешкопія               | 62 825                 | 1088       | Arras, Fushë-Çidhën, Kala e Dodës, Kastriot, Lurë, Luzni, Maqellarë, Melan, Muhuomzdaatk, Peshkopi, Qendër Tomin, Selishtë, Sllovë, Zall-Dardhë, Zall-Reç |
| Мат      | Буррелі                | 48 803                 | 1029       | Baz, Burrel, Derjan, Gurrë, Klos, Komsi, Lis, Macukull, Rukaj, Suç, Ulëz, Xibër                                                                           |

Населення 137 047 осіб (2011), площа 2586 км².
Межує з областями:
- Кукес на півночі
- Ельбасан на півдні
- Тирана на південному заході
- Дуррес на заході
- Леже на північному заході